# Келдерару (Ілфов)
Келдерару (рум. Căldăraru) — село у повіті Ілфов в Румунії. Входить до складу комуни Черніка.
Село розташоване на відстані 13 км на схід від Бухареста, 147 км на південь від Брашова.

## Населення
За даними перепису населення 2002 року у селі проживали 1148 осіб, усі — румуни. Усі жителі села рідною мовою назвали румунську.